# Дульса II
Дульса (Дульсія) II (фр. Douce II; 1163 —1172) — графиня Провансу у 1166—1172 роках.

## Життєпис
Походила з Барселонського дому. Єдина донька Раймон Беренгера II, графа Провансу, і Рихези Сілезької. Народилася 1163 року. Після смерті батька 1166 року успадкувала графство при регентстві матері. Цією ситуацією вирішив скористатися Раймунд V, граф Тулузи, який рушив до Провансу з метою одружитися з Дульсою II і приєднати Прованс до своїх володінь.
Проти цього виступив Альфонсо ІІ, король Арагону і граф Барселони. Невдовзі в долині Аржансу і Камаргу почалися бої між каталонцями і тулузцями. На бік короля Арагону перейшов Раймунд де Боллен, архієпископ Арлю. Також «барселонську партію» підтримав Бертран I де Бо. Крім того, Генуезька республіка припинила війну проти Провансу. 1167 року бої тривали за замок Альбарон. Водночас Альфонсо II закликав на допомогу давнього союзника — Генріха II Плантагенета, короля Англії, який змусив тулузькі війська залишити Прованс. 1168 року намісником в Провансі король Арагону залишив свого брата Педро.
В свою чергу Дульса II втратила будь-яку, навіть номінальну владу в Провансі, залишившись графинею Мейгейль. Померла 1172 року.